# Romanus (påve)

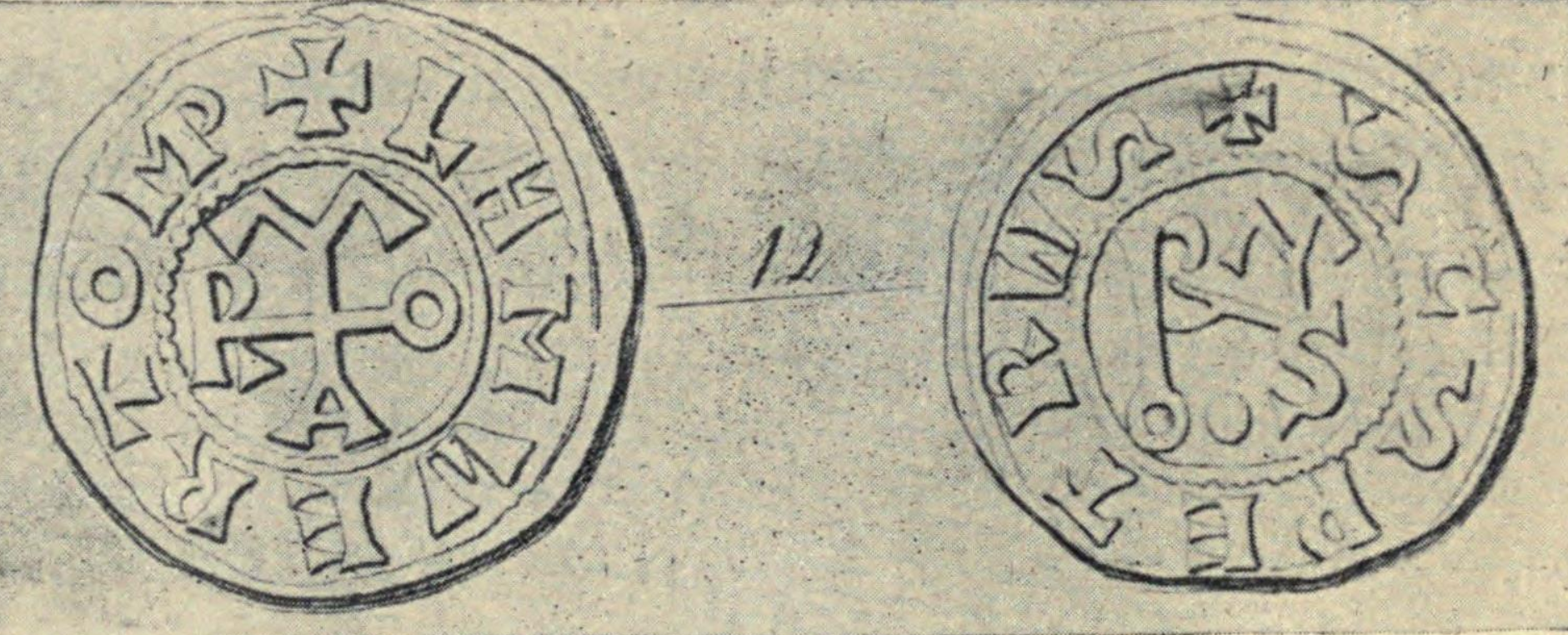
Påve Romanus mynt.

Romanus, född okänt år i Gallese, död i november 897, var påve från augusti till november 897.

## Biografi
Om Romanus är nästan ingenting känt. Man vet varken när han är född, exakt när han konsekrerades till påve, eller exakt när han avled. Han var född i Gallese nära Civita Castellana, och var son till en man vid namn Konstantinus. 
Påve Nicolaus I upphöjde år 867 Romanus till kardinalpräst med San Pietro in Vincoli som titelkyrka. Romanus valdes till påve omkring augusti 897, som efterträdare till den mördade Stefan VI. Efter fyra månader på den posten avled han, en tidpunkt som beräknas till november samma år. Han mottog palliet av Vitalis, patriark av Grado, och privilegier för sin kyrka. För de spanska biskoparna av Elna och Gerona bekräftade han deras biskopssäten sina besittningar. På Romanus mynt finns kejsar Lamberts namn, och i hans monogram ingår "Scs. Petrus". 
Den samtida historikern Flodoard har författat tre verser om honom, som framställer honom som en man av dygd. Det är möjligt att han avsattes av de olika fraktioner som då ansatte Rom, eftersom det står att läsa att "han gjordes till munk", vilket är en fras som ofta användes förr för att beteckna att någon avsatts.
Romanus rehabiliterade en av sina föregångare, påven Formosus.

### Webbkällor
- Artikeln bygger på en översättning av motsvarande artikeluppslag i Catholic Encyclopedia (1913), vars upphovsrätt har löpt ut. Den artikeln är skriven av Horace K. Mann.